# Wunsiedel
Wunsiedel är en stad i Landkreis Wunsiedel im Fichtelgebirge i Regierungsbezirk Oberfranken i förbundslandet Bayern i Tyskland, cirka 40 kilometer öster om Bayreuth. Wunsiedel är huvudstad i Landkreis Wunsiedel im Fichtelgebirge, och ligger i bergskedjan Fichtelgebirge.
Den tyske nazistiske politikern Rudolf Hess var inledningsvis begraven i familjegraven i Wunsiedel. Hess kvarlevor kremerades senare, för att förhindra att nynazister vallfärdar till graven på årsdagen av hans död. Askan spreds i en sjö vars namn inte har offentliggjorts. I Wunsiedel hölls även de första minnesmarscherna till Rudolf Hess.

## Vänorter
| Frankrike | Mende (Lozère), Frankrike sedan 1980       |
| Tyskland  | Schwarzenberg/Erzgeb., Tyskland sedan 1990 |
| Italien   | Volterra, Italien sedan 2006               |